# الدوري الإنجليزي الممتاز للسيدات 2016
الدوري الإنجليزي الممتاز للسيدات 2016 (بالإنجليزية: 2016 FA WSL)‏ هو الموسم 6 من الدوري الإنجليزي الممتاز للسيدات. أقيم خلال الفترة 23 مارس 2016 وحتى 6 نوفمبر 2016، وأشرف على تنظيمه الاتحاد الإنجليزي لكرة القدم، وكان عدد الأندية المشاركة فيه 9، وفاز فيه مانشستر سيتي للسيدات.